# 임대정원림
임대정원림(臨對亭園林)은 대한민국 전라남도 화순군 사평면에 있는 임대정 주위에 조성된 숲이다. 1985년 2월 25일 전라남도의 기념물 제69호로 지정되었다.

## 개요
임대정원림은 철종(재위 1849∼1863) 때 병조참판을 지낸 사애 민주현 선생이 1862년 임대정이라는 정자를 짓고 그 주위에 조성한 숲을 가리킨다. 임대정이란 이름은 봉정산에서 흘러내리는 물이 사평천과 합쳐지는 곳에 정자가 위치하였다 하여 ‘물가에서 산을 대한다’는 중국 송나라 주돈이의 시구를 딴 것이다.
정자에서는 사평천과 광활한 평야가 보이고, 그 둘레에는 대나무가 숲을 이루고 있어 깨끗하고 시원한 분위기를 풍기고 있다. 절벽 아래로는 배롱나무 3그루가 2개의 연못 주위에 자라고 있어 여름에는 장관을 이룬다. 지난 날에는 많은 문인들이 찾아와 시를 읊었고, 충효예절을 가르치는 서당으로 활용되었다고 한다.
임대정원림은 전통적인 정원의 특징을 그대로 담고 있으며, 오랜 세월동안 사람들의 관심과 보살핌으로 유지되어 온 숲으로 그 가치가 커서 기념물로 지정되었다.

## 참고 자료
- 임대정원림 - 국가유산청 국가유산포털